# مروین باتلر
مروین باتلر (انگلیسی: Mervyn Butler; ۱ ژوئیهٔ ۱۹۱۳ – ۳ ژانویهٔ ۱۹۷۶) فرد نظامی اهل بریتانیا بود. وی همچنین برندهٔ جوایزی همچون صلیب نظامی شده‌است.